# Manuel Joaquim Pereira da Silva
Manuel Joaquim Pereira da Silva (Portugal, ? — Fortaleza[carece de fontes?], 21 de abril de 1839) foi militar e político brasileiro.
Foi presidente das províncias do Ceará, de 6 de abril de 1829 a 8 de julho de 1830, e da Paraíba, de 6 de agosto de 1830 a 18 de janeiro de 1831.
Quando morreu, estava no posto de tenente-general.